# 2020年東京オリンピックのドイツ選手団
2020年東京オリンピックのドイツ選手団は、2021年7月23日から8月8日にかけて日本の首都東京で開催された2020年東京オリンピックのドイツ選手団、およびその競技結果。

## メダル
| メダル | 選手名 | 競技               | 種目                                     | 日付    |
| ------ | --- | ------------------ | ---------------------------------------- | ------- |
| 金     | リカルダ・フンク | カヌー             | 女子スラローム・カヤック（K-1）          | 7月27日 |
| 金     | ドロテー・シュナイダー イザベル・ヴェルト イェシカ・フォン・ブレドフ＝ヴァーンドル | 馬術               | 馬場馬術団体                             | 7月27日 |
| 金     | イェシカ・フォン・ブレドフ＝ヴァーンドル | 馬術               | 馬場馬術個人                             | 7月28日 |
| 金     | アレクサンダー・ズベレフ | テニス             | 男子シングルス                           | 8月1日  |
| 金     | アリーネ・ロッター＝フォッケン | レスリング         | 女子フリースタイル76kg級                 | 8月2日  |
| 金     | ユリア・クライェフスキー | 馬術               | 総合馬術個人                             | 8月2日  |
| 金     | マライカ・ミハンボ | 陸上               | 女子走幅跳                               | 8月3日  |
| 金     | フランツィスカ・ブラウセ リザ・ブレナウアー リザ・クライン ミーケ・クレーガー | 自転車             | 女子チームパシュート                     | 8月3日  |
| 金     | フロリアン・ベルブロック | マラソンスイミング | 男子10kmマラソンスイミング               | 8月5日  |
| 金     | マックス・レムケ トム・リープシャー ロナルト・ラウエ マックス・レントシュミット | カヌー             | 男子スプリント・カヤック（K-4）500m      | 8月7日  |
| 銀     | エドゥアルト・トリッペル | 柔道               | 男子90kg級                               | 7月28日 |
| 銀     | イザベル・ヴェルト | 馬術               | 馬場馬術個人                             | 7月28日 |
| 銀     | ヨナタン・ロンメルマン ジェーソン・オズボーン | ボート             | 男子軽量級ダブルスカル                   | 7月29日 |
| 銀     | ヨハネス・ワイセンフェルト ラウリツ・フォラート オラフ・ロゲンサック トルベン・ヨハネゼン ヤコプ・シュナイダー マルテ・ヤクシク リヒャルト・シュミット ハネス・オツィク マルティン・ザウアー | ボート             | 男子エイト                               | 7月30日 |
| 銀     | レア・ゾフィー・フリードリヒ エマ・ヒンツェ | 自転車             | 女子チームスプリント                     | 8月2日  |
| 銀     | クリスティン・プデンツ | 陸上               | 女子円盤投                               | 8月2日  |
| 銀     | ティナ・ルッツ ズザン・ボイケ | セーリング         | 女子49erFX                               | 8月3日  |
| 銀     | ルーカス・ダウザー | 体操               | 男子平行棒                               | 8月3日  |
| 銀     | マックス・ホフ ヤコプ・ショップフ | カヌー             | 男子スプリント・カヤック（K-2）1000m     | 8月5日  |
| 銀     | ヨナタン・ヒルベルト | 陸上               | 男子50km競歩                             | 8月6日  |
| 銀     | ティモ・ボル パトリック・フランツィスカ ドミトリー・オフチャロフ | 卓球               | 男子団体                                 | 8月6日  |
| 銅     | レナ・ヘンチェル ティナ・プンツェル | 飛込               | 女子3mシンクロ板                         | 7月25日 |
| 銅     | ミヒェレ・クロッペン ヒャルリネ・シュワルツ リザ・ウンルー | アーチェリー       | 女子団体                                 | 7月25日 |
| 銅     | シデリス・タジアディス | カヌー             | 男子スラローム・カナディアン（C-1）      | 7月26日 |
| 銅     | ザラ・ケーラー | 競泳               | 女子1500m自由形                          | 7月28日 |
| 銅     | パトリック・ハウスディング ラルス・リューディガー | 飛込               | 男子3mシンクロ板                         | 7月28日 |
| 銅     | アンドレア・ヘルツォク | カヌー             | 女子スラローム・カナディアン（C-1）      | 7月29日 |
| 銅     | アンナ＝マリア・バーグナー | 柔道               | 女子78kg級                               | 7月29日 |
| 銅     | ハネス・アイグナー | カヌー             | 男子スラローム・カヤック（K-1）          | 7月30日 |
| 銅     | ドミトリー・オフチャロフ | 卓球               | 男子シングルス                           | 7月30日 |
| 銅     | ジョバンナ・スコッチマッロ ドミニク・レッセル アンナ＝マリア・バーグナー カール＝リヒャルト・フレイ テレーザ・シュトール ゼバスティアン・ザイドル ほか6名                                    | 柔道               | 男女混合団体戦                           | 7月31日 |
| 銅     | フロリアン・ベルブロック | 競泳               | 男子1500m自由形                          | 8月1日  |
| 銅     | ゼバスティアン・ブレンデル ティム・ヘッカー | カヌー             | 男子スプリント・カナディアン（C-2）1000m | 8月3日  |
| 銅     | エリク・ハイル トーマス・プレッセル | セーリング         | 男子49er                                 | 8月3日  |
| 銅     | パウル・コールホフ アリカ・シュトゥーレマー | セーリング         | 混合フォイリングナクラ17                 | 8月3日  |
| 銅     | フランク・シュテブラー | レスリング         | 男子グレコローマンスタイル67kg級         | 8月4日  |
| 銅     | デニス・マクシミリアン・クドラ | レスリング         | 男子グレコローマンスタイル87kg級         | 8月4日  |

## 種目別選手

### アーチェリー
- 3名[1]

### サッカー
- サッカードイツ代表
  - (男子)